# Информбиро
Комунистички Информациони биро (Коминформ) био је наследник Коминтерне коју је Стаљин распустио 1943. године у време најжешћих сукоба Другог светског рата. Информбиро је настао као противтежа западном, демократском свету, који је изашао из рата као победник. На другој страни, социјалистички блок, као још један од победника у рату, тражио је начине како да поново обједини комунистички свет после распада Коминтерне. Информбиро је прошао кроз три етапе. У првој етапи (1947—1948), започето је причвршћивање земаља радничког покрета, да би већ у другој фази (1948—1953), Информбиро био једино окренут против КПЈ, која је одбила да се повинује његовом диктату. Трећи и последњи период Информбироа (1953—1956) се назива још и процес „дестаљинизације“, односно етапа пораза самог Информбироа. За време свог постојања, Информбиро је имао укупно три заседања. Прво је одржано у Београду (децембар 1947), друго у Букурешту (јун 1948) и треће у Будимпешти (новембар 1949). И поред тога што је Информбиро трајао паралелно са Хладним ратом, вратио је поново одавно прележану болест уништавања човека човеком. Иако није прелазио цифре страдалих из доба Велике чистке, сматра се да је Информбиро однео животе преко 100.000 људи. 
Јављали су се нови видови непријатељства и етикетирања —   
ибеовац (стаљиниста) и партијац (титовац). Поред тога, почео се неговати култ личности (вође), како преко обичне фотографије, тако и преко сликовних портрета, који су морали да стоје у свакој кући и посебног вида владања, као што су били „Стаљинизам“ и „Титоизам“.
Оно чему је Информбиро највише допринео јесте било разбијање јединства совјетских и југословенских комуниста, које је било веома јако и чврсто за време рата.

## Оснивање Информбироа
После рата, Стаљин је намеравао да створи неки орган сличан Коминтерни. То ново тело имало је задатак да све комунистичке партије стави под диктат Совјетског Савеза. 
О стварању једне такве организације разговарао је и са Титом приликом сусрета у Москви 1945. године, а затим и 1946. године када им се придружио и секретар КП Бугарске и бивши секретар Коминтерне Георги Димитров. Стаљин је предлагао да се створи тело информативног карактера, које би се с времена на време састајало, измењивало искуства и доносило неке закључке. Ово ново тело је основано у јесен, 27. септембра 1947. године у Пољској, а имало је назив Комунистички информациони биро (Коминформациони биро). Коминформ је било добровољно удружење комунистичких партија у сврху размена информација и одржавања добрих односа.
Састанак Коминформа, који тада још није био основан, па се зато спомињу само 3 састанка (заседања) ИБ-а, отпочео је у западној Пољској, крајем септембра 1947. године, у малој бањи Шкљарска Поремба. Састанку су присуствовали у име Свесавезне комунистичке партије (бољшевика) (СКП(б)) Андреј Жданов и Георгиј Маљенков, у име КПЈ Едвард Кардељ и Милован Ђилас, у име бугарске радничке партије Влко Червенков и Василиј Потпомов, у име КП Румуније Георге Георгију-Деж и Ана Паукер, у име КП Мађарске Матијаш Фаркаш и Јохан Ревај, у име КП Пољске Владислав Гомулка и Харолд Минц, у име КП Чехословачке Рудолф Слански и Шевај Баштовански, у име КП Француске Жак Дикло и Етијен Фажон и у име КП Италије Луиђи Лонго и Едвардо Реале. Састанак је окончан у Варшави коначним предлогом да се оснује Информациони биро комунистичких партија. На састанак нису биле позване КП Грчке, КП Кине, која се тада налазила у тешкој борби са Чанг Кај Шеком, КП Енглеске, као ни комунистичке партије Шпаније и Португала. Поред одлуке да се оснује Информбиро, донета је и одлука да седиште Информбироа буде Београд.

## Први састанак Коминформа у Београду
Први званични састанак новооснованог Коминформа се одржао у Београду у децембру 1947. За ову сврху саграђен је данашњи хотел Славија у центру града. Састанци су се одржавали сваког дана. Расправљало се о редакцији органа Коминформа као првог гласника Информационог бироа. Одлучено је да се читава редакција била у рукама представника СКП Павела Јудина. За ову сврху, Јудин је из Москве доводио совјетске новинаре. Привремено представништво новог листа се налазило у тадашњој згради листа "Борба".

## Прва резолуција Информбироа против КПЈ у Букурешту
Дошло је до првих размимоилажења на релацији Београд-Москва нарочито по питању Балканске федерације. Стаљин је јавно искритиковао Георгија Димитрова и оценио да је та одлука преурањена. Прва мера је била та што су Совјети из Југославије повукли своје војне стручњаке под изговором да се према њима није поступало гостољубиво. У Југославији су се после овога поскидали портрети са ликом Стаљина, а Титови су нестајали у источним земљама. Први сукоби су кренули дописима. Стаљин је написао писмо којим је омаловажавао КПЈ 27. марта 1948. године. ЦК КПЈ је одговорио својим писмом од 13. априла 1948. Стаљин преноси глас да ће се уговорити ново заседање Информбироа које ће расправљати о ситуацији у југословенском ЦК. Одлучено је да се заседање одржи у Букурешту. Стигло је писмо директно на адресу ЦК КПЈ где се њено руководство позива да пошаље своје делегате на ово заседање, а по могућству да и сам Тито дође. Одговор је стигао да се на заседање не иде.
Друго саветовање Информбироа у Букурешту је одржано од 20. до 28. јуна 1948. у једном краљевском дворцу. На букурештанском заседању Информбироа нису се појавили Владислав Гомулка и Георги Димитров. Румун Георге Георгију-Деж је поставио неколико неугодних питања на заседању. На крају заседања за говорницом су се појавили Андреј Жданов и Георгиј Маљенков који су рекли делегатима да они имају поуздане информације да је Тито експонент империјалистичких сила и да му је задатак да разбије јединство КПЈ. На крају је као коначна оцена заседања донесена резолуција „О стању у КПЈ“, познатија као Резолуција Информбироа.
У осам поглавља подужег текста Резолуција, у ствари, понавља садржину Стаљинових писама које је ЦК СКП упутио југословенском ЦК.
Информациони биро је оценио да КПЈ спроводи непријатељску политику према Совјетском Савезу, да се линије КПЈ кидају са марксистичког гледишта, да се КПЈ расплињава у беспартијској маси, да се партија разводнила у Народном фронту, да нема критике и самокритике, да партијом руководе шпијуни и страни плаћеници, да се у партији не слушају савети осталих комунистичких партија, да се партија креће ка буржоаским циљевима. На крају Информбиро позива све здраве елементе верне марксизму и лењинизму да смене дотадашње руководство КПЈ и поставе оне људе који ће прихватити овакве предлоге Информбироа и који ће поставити ствари на своје место.
Резолуција Информбироа је објављена у Југославији у подне преко Радио Прага. Сутрадан је штампан текст Резолуције и одговор ЦК КПЈ. После седнице на Дедињу, Милован Ђилас је у име читавог ЦК написао одговор где је негирао све што је Информбиро усвојио. Коначно, избор новог ЦК обавио се на Петом конгресу где је Стаљину речено не.

## Почетак борбе Информбироа и КПЈ
Још пре доношења Резолуције у Букурешту дошло је до пометњи у КПЈ. Стаљинову линију су бранили Андрија Хебранг и Сретен Жујовић Црни. Касније су и један и други искључени из ЦК КПЈ. Одмах након објављивања Резолуције Информбироа дошло је до великих промена и у војном врху. У покушају да пређе на територију Румуније убијен је начелник Генералштаба ЈА, генерал-пуковник Арсо Јовановић. У истој акцији ухваћени су пуковник Владо Дапчевић и генерал-мајор Бранко Петричевић Кађа. Генерал авијације Перо Попивода је искористио непажњу на аеродрому и одлетео за Румунију, одакле другим авионом бива пребачен за Русију. Тамо је добио чин генерал-мајора Совјетске ваздушне авијације. 
Почеле су невероватне економске играрије. Долазило је до повлачења кредитних уговора, закључених споразума и новчаних помоћи. Дрвене кутије пуне пропагандног материјала се шаљу низ Дунав до југословенских обала. Почиње велико наоружавање страних армија. Дошло је до активирања Тршћанске кризе, јер су Југословени оптуживани да гомилају војску према Трсту у намери да га бомбардују.

## Монтирани судски процеси
Једно од најмрачнијих поглавља Информбироа представљали су монтирани судски процеси. Одмах по објављивању резолуције Информбироа и одговора КПЈ почела су масовна хапшења у Југославији, мучења на Голом отоку и убиства присталица резолуције, али и у земљама источног лагера над истакнутим припадницима комунистичких партија под фирмом да подржавају противљење југословенског ЦК да се повинује Информбироу. Био је то пример са скоро свим земљама које су подржавале Информбиро.

## Друга Резолуција Информбироа против КПЈ у Будимпешти
Од 21. до 29. новембра 1949. Информбиро је одржао своје треће и последње заседање у главном граду Мађарске, Будимпешти. После већих расправа, читања материјала са монтираних процеса који су се у то време одржавали широм Европе, делегати су се сложили да је југословенски ЦК потпуно кренуо путем успостављања фашистичког система у земљи, да се одвојио од прогресивног света и да државом управљају плаћеници и шпијуни империјалног света.
На крају заседања, 29. новембра 1949. усвојена је друга резолуција Информационог бироа комунистичких партија под називом „Југословенска партија у рукама убица и шпијуна“. Са много тежим речима од претходне резолуције, Информбиро је закључио да је југословенски ЦК скренуо са социјалистичког пута и да иде ка националистичким тековинама, да је Београд претворен у центар америчке шпијунаже, да је већина чланова Политбироа ЦК у рукама империјалистичких газда, да је убиство Арса Јовановића изведено у заседи, да је хапшење Сретена Жујовића изведено по налогу империјалиста и да је заточен у логору, да у земљи власт има једино специјална полиција УДБ, која је напунила затворе правим комунистима, да су високи функционери КПЈ гестаповски агенти који су омаловажили руску помоћ у ослобађању земље и кренули са рестаурирањем фашизма и сл.
После ове резолуције Информбироа, следе још жешћи притисци и још суровија борба. Већ је 9. јула 1949. Голи оток отворио капије првим политичким осуђеницима који су преваспитавани да се врате својој партији. Дошло је до гомилања војске на границама и до већих граничних инцидената. Поред тога, овакве околности је користила ратна емиграција да се илегалним путевима поново настани у Југославију. Радио емисије су биле преплављене критикама на рачун југословенског ЦК, а слушање тих емисија је кажњавано затвором и изолацијом. Почетком 50-их година долази до масовне појаве „ИБ емиграција“, где је из Југославије нелегалним путевима избегло преко 200.000 поборника Стаљинове линије. Они који су остали су се скривали под маском да подржавају КПЈ и Тита, а они који су ухапшени су обично после батина и тортуре признавали да су агенти НКВД и слати су на издржавање затворских казни широм земље. За то време највише затвореника је издржавало казну на Голом Отоку, Билећи, Сремској Митровици, Старој Градишки, Забели, ЦЗ, Сарајеву, Лепоглави, Новом Саду, Љубљани, Загребу, Титограду и у другим већим градовима земље.
Да је ситуација постала скоро на ивици почетка рата између Југославије и СССР, доказује и догађај из јесени 1952. године. Тада је Стаљин већ имао план напада на Југославију под шифрованим именом „Операција Југославија“. Две веће совјетске армије су се концентрисале на граници са Бугарском и вршиле маневре. Тада се на челу трупа Црвене армије налазио маршал Георгиј Жуков, који се налазио у Софији. Нарочито је био критичан датум 12. новембар 1952. када се недалеко од граничне зоне према Босилеграду појавио читав тенковски корпус Црвене армије, који је демонстрирао као да креће према Југославији. Све јединице Југословенске армије су биле у приправности, а сам маршал Тито се тих дана налазио у Нишу. Међутим, у последњем тренутку, читав тенковски корпус врши заокрет за 180 степени и враћа се у хангаре. Тако су маневри завршени. Ово је била једна од највећих испита које је Стаљин ставио Титу. Стаљин је због Корејског рата морао да стави све своје снаге на располагање према граници са Кином, па је решио да отпусти Штаб за Југославију децембра 1952. године. Стаљинов план напада на Југославију ће после његове смрти потврдити сам Жуков, после помирења обеју страна. За ову акцију Совјетског Савеза, Југославија се увелико припремила. Још с краја јесени 1949. одржани су велики војни маневри Југословенске армије у Словенији на којима је присуствовао и сам Тито. Након маневара, направљен је план одбране. Створен је и Партизански Врховни штаб којим је командовао генерал Светозар Вукмановић Темпо, а који је имао задатак да се по упаду Совјетске армије супротстави партизанским начином ратовања. Тако је дошло до размештања целокупне тешке индустрије у Словенији и Хрватској, до подизања железаре у Никшићу, до изградње већих војних касарни, до транспорта архива из Београда у Билећу и друго. Најзначајнији је био преокрет у политици Југославије која се у тренутку све већег притиска Стаљина окреће западним силама за помоћ у наоружању. Тако је генерал Коча Поповић, који је тада био начелник Генералштаба ЈНА, склопио уговор о војној помоћи са владом САД, Британијом и Француском 14. новембра 1951. у Лондону.

## Помирење Москве и Београда
Након Стаљинове смрти 5. марта 1953. долази период који је праћен отопљавањем односа између Информбироа и Југославије. Информбиро није више имао своју ранију функцију и постојао је само фиктивно. Први корак ка помирењу је направљен од стране Никите Сергејевича Хрушчова, првим секретаром ЦК КПСС, који је заједно са Николајем Булгањином, председником владе Совјетског Савеза и Анастасом Микојаном, првим замеником Совјетске владе долетео у Београд 26. маја 1955. До састанка између совјетске и југословенске делегације је дошло на Топчидеру, у Дому гарде.
Као резултат преговора између југословенске и совјетске стране настала су два документа од велике важности за нормализацију односа. То су Београдска декларација, потписана 2. јуна. 1955. године и Московска декларација, потписана 20. јуна. 1956. године. 
Стаљиновом смрћу отпочео је процес који је у теорији социјализма назван „дестаљинизацијом“. Основни печат том процесу дао је 20. Конгрес Комунистичке партије Совјетског Савеза који је одржан у Москви од 14. до 25. фебруара 1956.
На истом скупу, у оквиру тајне седнице, први секретар КПСС Никита Хрушчов прочитао је реферат о злоупотребама за време владавине Стаљина. Одобрене су мере ЦК за ликвидацију последица култа личности и успостављање лењинских норми у партијском животу и развоју унутарпартијске демократије. Двадесети конгрес је одобрио активности ЦК на исправљању грешака и деформација политичког система и усвојио директиву за 6 Петогодишњи план.
Југославија је имала своје место у оба реферата на 20. Конгресу. У првом, јавном, кратко је констатовано:
СССР је побољшао односе са Југославијом и на све начине ће јачати пријатељство и сарадњу са братским народима ФНРЈ, у ФНРЈ, где власт припада трудбеницима и где се друштвено уређење заснива на подруштвљавању производних средстава, стварају се у процесу социјалистичке изградње конкретне форме управљања привредом и изградње државног апарата.

## Распуштање Информбироа
После првих рехабилитација у Совјетском Савезу, и у осталим земљама Лагера извршене су, негде у целини, а негде делимично рехабилитације невино осуђених и погубљених комуниста. Матијаш Ракоши је рехабилитовао Ласла Рајка и преузео одговорност. Влка Червенкова смењују са функције премијера. Истовремено Тодор Живков рехабилитује Трајча Костова. Међу најтеже последице Стаљинове политике у ДР Немачкој Валтер Улбрихт наводи „погрешне одлуке према Југославији и кршење социјалистичких законитости." У Чехословачкој пуштају на слободу Артура Лондона. У посебном саопштењу КП Кине осуђује политику Стаљина.
У то време никога више није изненадило ни саопштење о распуштању Информационог бироа. Оно гласи:
Стварање Информационог бироа комунистичких и радничких партија 1947. године одиграло је позитивну улогу за отклањање подвојености међу комунистичким партијама, створене после распуштања Коминтерне, представљало је значајан фактор јачања пролетерског интернационализма у редовима међународног комунистичког покрета и даљег окупљања радничке класе и свих трудбеника у борби за чврст мир, демократију и социјализам... Комунистичке и радничке партије без сумње ће и даље према свом нахођењу и узимајући у обзир конкретне услове свога рада, вршити међусобну размену мишљења о заједничким питањима борбе за мир, демократију и социјализам, заштите интереса радничке класе и свих трудбеника, мобилизације народних маса за борбу против ратне опасности и упоредо с тим разматрати питање сарадње с партијама и тенденцијама које су оријентисане ка социјализму, као и са другим организацијама које теже јачању мира и демократије. Све то још више ће учврстити дух узајамне сарадње међу комунистичким и радничким партијама на основу принципа пролетерског интернационализма, учврстиће братске везе између њих у интересу мира, демократије и социјализма.

— ЦК Бугарске комунистичке партије, ЦК Мађарске партије трудбеника, ЦК КП Италије, ЦК Уједињене радничке партије, ЦК КП Совјетског Савеза, ЦК КП Чехословачке, ЦК КП Француске

Након званичног саопштења о распуштању Информбироа, престао је да излази његов гласник „За чврст мир и народну демократију“, као и већина других гласника.
Информациони биро комунистичких партија је званично распуштен 17. априла 1956. године.